# Chloridolum vittatum
Chloridolum vittatum là một loài bọ cánh cứng trong họ Cerambycidae.